# Dale Frail
Dale Frail, född 1961, är en kanadensisk radioastronom vid National Radio Astronomy Observatory (NRAO) i Socorro, New Mexico, USA. Tillsammans med Aleksander Wolszczan upptäckte han 1992 e första exoplaneterna vid pulsaren PSR 1257+12.
Frail avlade doktorsexamen vid University of Toronto 1989.